# Excess All Areas
Az Excess All Areas a Scooter Who's Got The Last Laugh Now-turnéjának legutolsó állomásán, Hamburgban készített koncertalbum, és koncertvideó. A kétlemezes kiadvány a régi black metal legenda, Jeff „Mantas” Dunn segítségével készült. A második lemez tartalmazza a Scooter összes videóklipjét az Apache Rocks The Bottommal bezárólag. A kiadvány megjelenése után Jay Frog kilépett az együttesből, helyét Michael Simon vette át.

## Számok listája

### CD
1. Intro
2. Hello! (Good To Be Back)
3. I’m Raving
4. Apache Rocks the Bottom
5. The Leading Horse
6. Shake That!
7. Panties Wanted
8. Weekend!
9. Stripped
10. Maria (I Like It Loud)
11. The Chaser/Jigga Jigga!
12. Nessaja
13. One (Always Hardcore)
14. Fire
15. Hyper Hyper
16. Move Your Ass!

### DVD
1. Intro
2. Hello! (Good To Be Back)
3. I’m Raving
4. Apache Rocks the Bottom
5. The Leading Horse
6. Shake That!
7. Panties Wanted
8. Weekend
9. Stripped
10. Maria (I Like It Loud)
11. The Chaser /Jigga Jigga!
12. Faster Harder Scooter
13. Nessaja
14. One (Always Hardcore)
15. Fire
16. How Much Is The Fish?
17. Hyper Hyper
18. Move Your Ass!